# مسجد جرين لين
مسجد جرين لين هو مسجد ومركز اجتماعي، يقع في برمنغهام، إرتبط بحركة أهل الحديث السلفية، أسس في سبعينات القرن العشرين.
المسجد يحتل موقع زاوية بارزة في جرينن لين، برمنغهام. إحدى البنايات بنيت أصلا كمكتبة وحمامات عامة، وصممت كمسجد من قبل المصممين المحليين مارتن وتشامبرلاين وبني بالطابوق الطيني الأحمر وبأسلوب قوطي يعقوبي بين عامي 1893 و 1902 ميلادية. وقد كان بناؤه من الدرجة الثّانية. يتكون المسجد من قاعات صلاة للرجال والنساء، وقاعة للجالية، ومدرسة، ومكتبة، ودكان، وبعض المساكن. ويوفر المسجد خدمات دفن الموتى للجالية الإسلامية المحلية.
في برمنغهام، وفي كل سنة منذ عام 2011 ميلادية يقام احتفال عيد الفطر في Small Heath Park. هذا وقد أقيمت الصلاة في الهواء الطلق بمسجد جرين لين. وقد حضر صلاة العيد (44,000) شخص في عام 2014 ميلادية، و(60,000) شخص في عام 2015 ميلادية، و(88,000) شخص في عام 2016 ميلادية، بمسجد جرين لين وخمسة مساجد محلية أخرى.